# Norfolkglasögonfågel
Norfolkglasögonfågel (Zosterops tenuirostris) är en fågel i familjen glasögonfåglar inom ordningen tättingar.

## Utseende och läte
Norfolkglasögonfågeln är en medelstor (13–14 cm) sångarliknande fågel med lång och något nedåtböjd näbb. Ovansidan är gråbrun, inklusive huvud och flanker, med olivgrön anstrykning. Runt ögat syns en vit ögonring och tygeln är svart. Övre vingtäckarna har en olivgul nyans. På undersidan syns gultonade undre stjärttäckare. Näbben är grå, med ljusare undre näbbhalva. Gråryggig glasögonfågel är grå på rygg och bröst, har kortare och rakare näbb samt har mindre inslag av gult i fjäderdräkten. Akut hotade vitbröstad glasögonfågel är större med vit undersida. Det ljusa lätet är mer väsande än det hos gråryggig glasögonfågel.

## Utbredning och status
Fågeln förekommer enbart på Norfolkön. Där tros den minska i antal på grund av predation från införda råttor. IUCN kategoriserar arten som sårbar. Världspopulationen uppskattas till 2550–6360 vuxna individer.

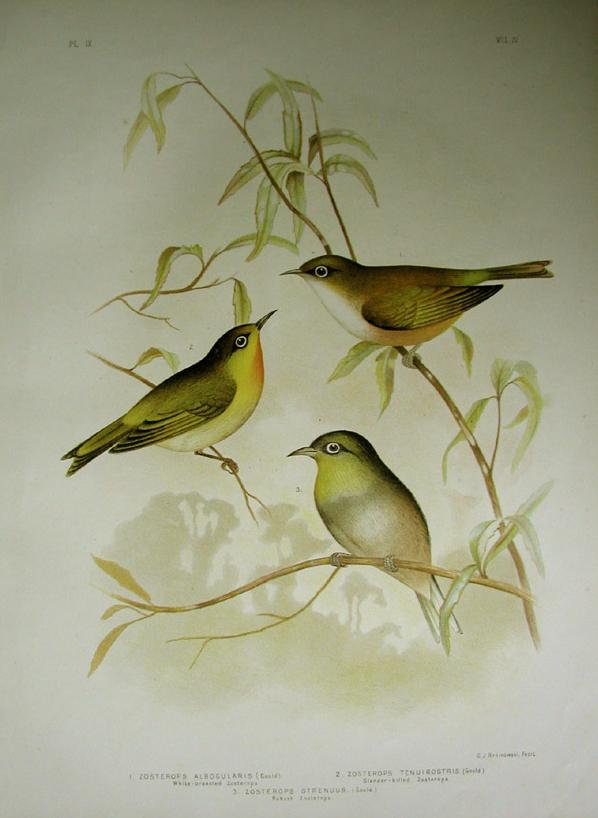